# Whau Valley Earth Dam
Der Whau Valley Earth Dam, manchmal auch nur Whau Valley Dam genannt, ist ein Absperrbauwerk und Stausee im Whangarei District der Region Northland auf der Nordinsel von Neuseeland.

## Geographie
Der Whau Valley Earth Dam befindet sich am nordöstlichen Ende des Pukenui Forest, rund 3 km nordwestlich des Stadtzentrums von Whangārei. Der rund 22,1 Hektar große Stausee erstreckt sich über eine Länge von rund 1,36 km in Nord-Süd-Richtung, wobei der Damm auf der Hälfte der Strecke an der Ostseite des Sees zu finden ist. An der breitesten Stelle des Gewässers sind parallel zum Damm rund 300 m zu messen. Die Uferlinie des zweiarmigen Stausees misst rund 4,27 km.
Gespeist wird der See durch mehrere Bäche von Norden, Westen und Süden her, der Abfluss erfolgt nach Nordosten über einen kleinen Stream in Richtung des Waiarohia Stream, der seinerseits über den Raumanga Stream in den Hātea River mündet.

## Absperrbauwerk
Das Absperrbauwerk des Sees wurde 1967 fertiggestellt. Mit einer Kronenlänge von rund 220 m ist das als Erdschüttdamm erstellte Bauwerk in der Lage, den See auf ein Volumen von rund 1,87 Mio m³ Wasser aufzustauen.
Der Damm spielt eine wichtige Rolle bei der Hochwasserkontrolle.

## Trinkwasserversorgung
Der Stausee liefert ca. 50 % bis 60 % des Trinkwassers für das Wasserversorgungsgebiet der Stadt Whangārei, einschließlich Whangārei Heads.